# Tiger Direct
Tiger Direct est un vendeur de matériel informatique et multimédia américain appartenant à Systemax. Il existe plusieurs magasins aux États-Unis, mais l'important des ventes est réalisé sur le site officiel. Son siège est à Fountainbleau en Floride. 

## Historique
La société a été fondée par Gilbert Fiorentino, Carl Fiorentino, et Daniel Brown en 1987 comme Tiger Software, un éditeur de titres à la fois pour Windows et Macintosh. En 1989, Tiger Software est devenue une filiale de Bloc Development Corporation (NASDAQ: BDEV). BDC a également été la société mère de SoftSync, un ancien éditeur de logiciels.